# José de Anchieta
José de Anchieta Llarena (San Cristóbal de La Laguna, 19 marzo 1534 – Anchieta, 9 giugno 1597) è stato un gesuita, linguista e missionario spagnolo.
Evangelizzatore e difensore degli indigeni brasiliani, è detto l'Apostolo del Brasile. È stato beatificato da papa Giovanni Paolo II nel 1980 e poi dichiarato santo il 3 aprile 2014 da papa Francesco con la canonizzazione equipollente. Le città di São Paulo e Rio de Janeiro lo annoverano tra i loro fondatori. È considerato il padre della letteratura brasiliana: a lui si deve la prima grammatica della lingua tupi. È il secondo santo nativo delle isole Canarie dopo Pedro de San José de Bethencourt. José de Anchieta è anche considerato come il terzo santo del Brasile, perché ha fatto il suo lavoro missionario in quello che ora è il paese americano.

## Biografia

### Infanzia

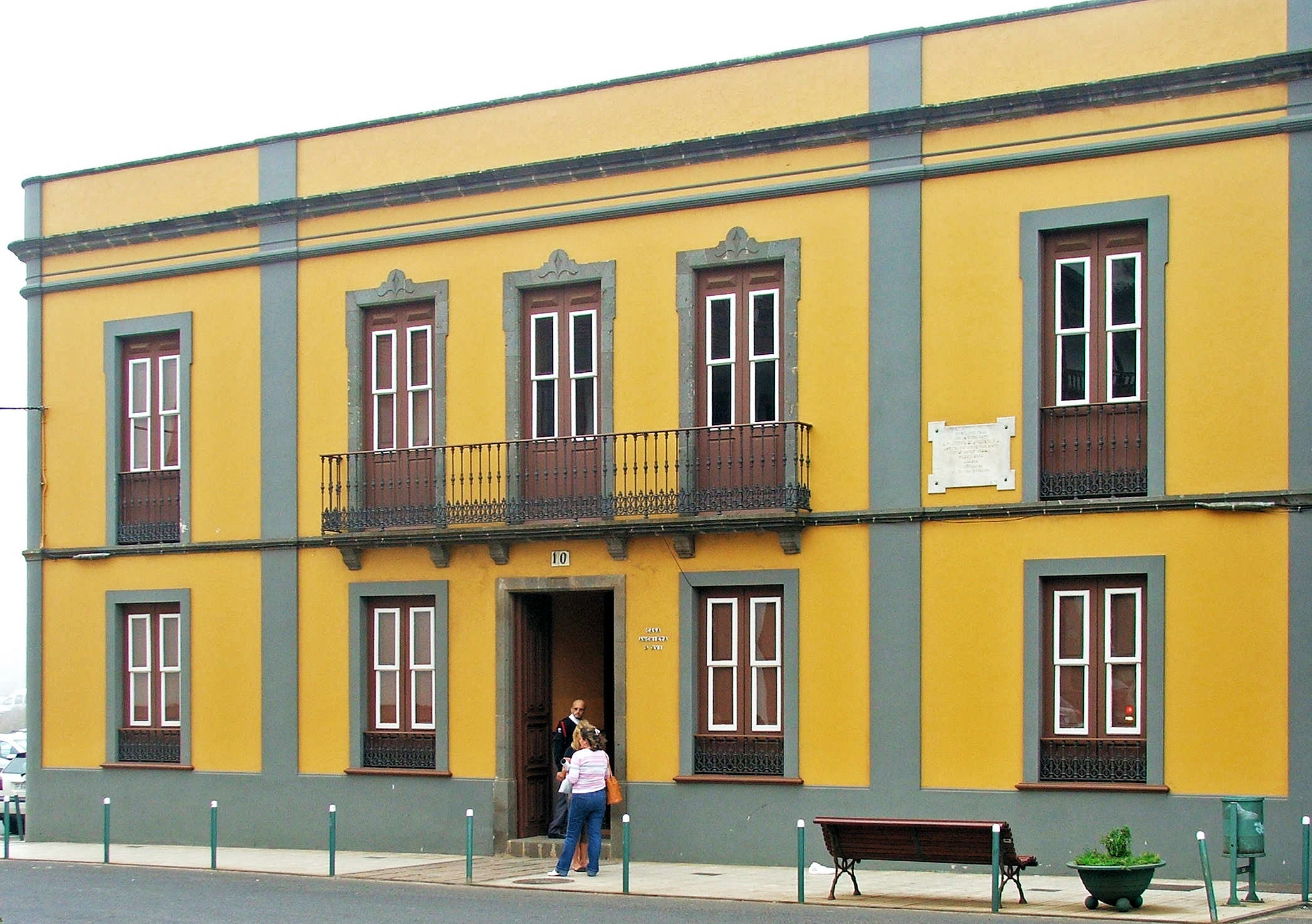
Casa natale di José de Anchieta a San Cristóbal de La Laguna (Tenerife).

Nato nell'isola di Tenerife, nell'arcipelago delle Canarie, discendente della nobile famiglia basca Anchieta (Antxeta), era figlio di Juan López de Anchieta, un rivoluzionario che partecipò alla rivolta dei comuneros contro l'imperatore Carlo V, molto devoto alla Vergine Maria. José de Anchieta fu battezzato il 7 aprile 1534 nella parrocchia di Nostra Signora dei Rimedi (oggi Cattedrale de La Laguna).
Sua madre si chiamava Mencia Díaz de Clavijo y Llarena, originaria delle Isole Canarie, figlia di marrani. Il nonno, Sebastián de Llarena, era un ebreo convertito del regno di Castiglia. Dei dodici fratelli, oltre a lui, furono ordinati sacerdoti anche Pedro Núñez e Melchior.

### Gioventù
Anchieta visse colla famiglia fino ai quattordici anni di età, quando si trasferì a Coimbra, in Portogallo, dove studiò filosofia nel Collegio delle Arti, annesso all'Università di Coimbra, una scelta determinata dall'ascendenza ebraica, in un periodo in cui in Spagna l'Inquisizione si era fatta più rigorosa. Entrò nella Compagnia di Gesù nel 1551 con suo fratello. Divenne un eccellente umanista rinascimentale.

### Missionario in Brasile
Manuel da Nóbrega, provinciale dei Gesuiti nel Brasile, aveva richiesto missionari per l'evangelizzazione del Brasile. Simão Rodrigues, il provinciale dell'Ordine, indicò, tra gli altri, José de Anchieta.
Anchieta, che soffriva di espinhela caìda, arrivò in Brasile il 13 giugno del 1553, a meno di 20 anni di età, insieme ad altri preti, come il basco Juan de Azpilcueta Navarro. Durante la sua azione missionaria, il 25 gennaio 1554, fondò, insieme ad altri preti della Compagnia di Gesù, sull'altipiano di Piratininga il Collegio di San Paolo, di cui fu rettore. Il villaggio circostante, embrione della città di San Paolo, contava, nei primi anni della sua esistenza, 130 abitanti, 36 dei quali avevano ricevuto il battesimo.
Anchieta si dedicò non solo a educare e catechizzare gli aborigeni, ma anche a difenderli dagli abusi dei colonizzatori portoghesi, che volevano, non di rado, farli schiavi.
Lottò contro i francesi stabiliti nella Francia Antartica nella baia della Guanabara, fu compagno di Estácio de Sá ed assistette ai suoi ultimi momenti (1567). In questo periodo, fece da intermediario nelle controversie fra i portoghesi e gli indigeni, riuniti nella Confederazione dei Tamoi, offrendosi anche come ostaggio dei Tamoi em Iperoig, mentre don Manuel da Nóbrega andava a San Vicente per ultimare i negoziati di pace fra gli aborigeni ed i portoghesi.
Durante questa prigionia tra gli aborigeni compose il 'Poema alla Vergine'; secondo una tradizione avrebbe composto e memorizzato il poema di 5.700 versi, scrivendo sulla sabbia i passaggi più difficili, per poi riportarlo su carta più tardi a San Vicente.
Nel 1566 fu inviato a Bahia con l'incarico di informare il governatore Mem de Sá sull'andamento della guerra contro i francesi, e chiedere l'invio di rinforzi portoghesi a Rio de Janeiro. Nello stesso anno fu ordinato sacerdote, a 32 anni di età.

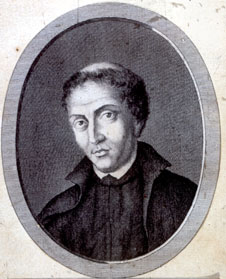
Ritratto di José de Anchieta

Si racconta un aneddoto riguardo Anchieta: dopo l'espulsione dei francesi dalla Guanabara, Anchieta e Manuel da Nóbrega istigarono il Governatore Mem de Sá ad arrestare, nel 1559, un rifugiato ugonotto, il sarto Jacques Le Balleur, ed a condannarlo a morte con l'accusa di diffondere "eresie protestanti". Nel 1567, Jacques Le Balleur fu condotto a Rio de Janeiro perché fosse eseguita la sentenza di morte, ma il boia si rifiutò di eseguirla e Anchieta lo avrebbe strangolato con le sue stesse mani (1568). Questo racconto viene considerato come leggenda come riporta anche il biografo di Anchieta, il prete gesuita Hélio Abranches Viotti, nell'opera "Anchieta, o apóstolo do Brasil" prendendo in considerazione documenti che, secondo l'autore, contraddicono tale versione.
Don José diresse il Collegio di Rio de Janeiro per tre anni, dal 1570 al 1573. Nel 1569, fondò il villaggio di Iritiba (oppure Reritiba), odierna Anchieta, nello Stato dell'Espírito Santo.
Nel 1577 fu nominato provinciale della Compagnia di Gesù in Brasile, funzione che esercitò per dieci anni, fin quando fu sostituito nel 1587 dietro sua richiesta. Si ritirò a Reritiba, ma fu nuovamente chiamato a dirigere il Collegio dei gesuiti, a Vitória dell'Espírito Santo. Nel 1595 ottenne la dispensa da queste funzioni e si trasferì definitivamente a Reritiba dove morì; fu seppellito a Vitória.

## L'opera
"O Apóstolo do Brasil", fondatore di città e missionario incomparabile, fu grammatico, poeta, drammaturgo e storiografo. L'apostolato non impedì ad Anchieta di coltivare le lettere, scrivendo in quattro lingue - portoghese, castigliano, latino e tupi - tanto in prosa come in versi.
Due delle sue principali opere furono pubblicate durante la sua vita. La prima, "De gestis Mendi de Saa" (Gli atti di Mem de Sá) pubblicato a Coimbra nel 1563, tratta della lotta dei portoghesi, capeggiati dal governatore Mem de Sá, per respingere i francesi dalla baia della Guanabara, dove Nicolas Durand de Villegagnon fondò la Francia Antartica. Questa epopea, scritta in latino ed anteriore all'edizione di "Os Lusíadas", di Luís de Camões, è il primo poema epico della America, diventandosi, così, il primo poema brasiliano stampato e, allo stesso tempo, la prima opera di Anchieta pubblicata.
Il suo secondo testo pubblicato fu l"Arte de grammatica da lingoa mais usada na costa do Brasil" (Arte di grammatica della lingua più usata nella costa del Brasile), prima grammatica brasiliana, contenente i fondamenti dell'idioma tupi, pubblicata a Coimbra nel 1595. È il libro che dà origine agli studi linguistici nell'America portoghese e la prima grammatica di una lingua indigena. (op. cit., p. 28)
Il movimento di catechesi influenzò il suo teatro e la sua poesia, risultando nella migliore produzione letteraria del Cinquecento brasiliano.
Tra le sue opere, possiamo citare le poesie in verso medievale (soprattutto il poema De Beata Virgine Dei Matre Maria, più noto come Poema alla Vergine, con 4.172 versi), gli scritti che mischiavano caratteristiche religiose ed indigene, la prima grammatica del tupi-guarani (il libro elementare dei nativi).
Fu l'autore di una sorta di "certificato di nascita" del Rio de Janeiro, quando redasse la sua lettera del 9 luglio del 1565 al Prete Diogo Mirão, dando notizia degli avvenimenti accaduti lì "nell'ultimo giorni di febbraio oppure nel primo di marzo" dell'anno. Si trovano le seguenti parti: "(...) presto nel giorno successivo, che fu l'ultimo di febbraio oppure il primo di marzo, cominciarono ad arare la terra con gran fervore ed a tagliare il legno per lo steccato, senza volere sapere neanche dei tamoi neanche dei francesi." E: "(...) de San Sebastiano, per essere favorita del Signore, e meriti del glorioso martire."
Compose drammi per il popolo nelle lingue tupi e guaranì.
La sua vasta opera è stata pubblicata in Brasile nella seconda metà del XX secolo.

## La beatificazione e la canonizzazione

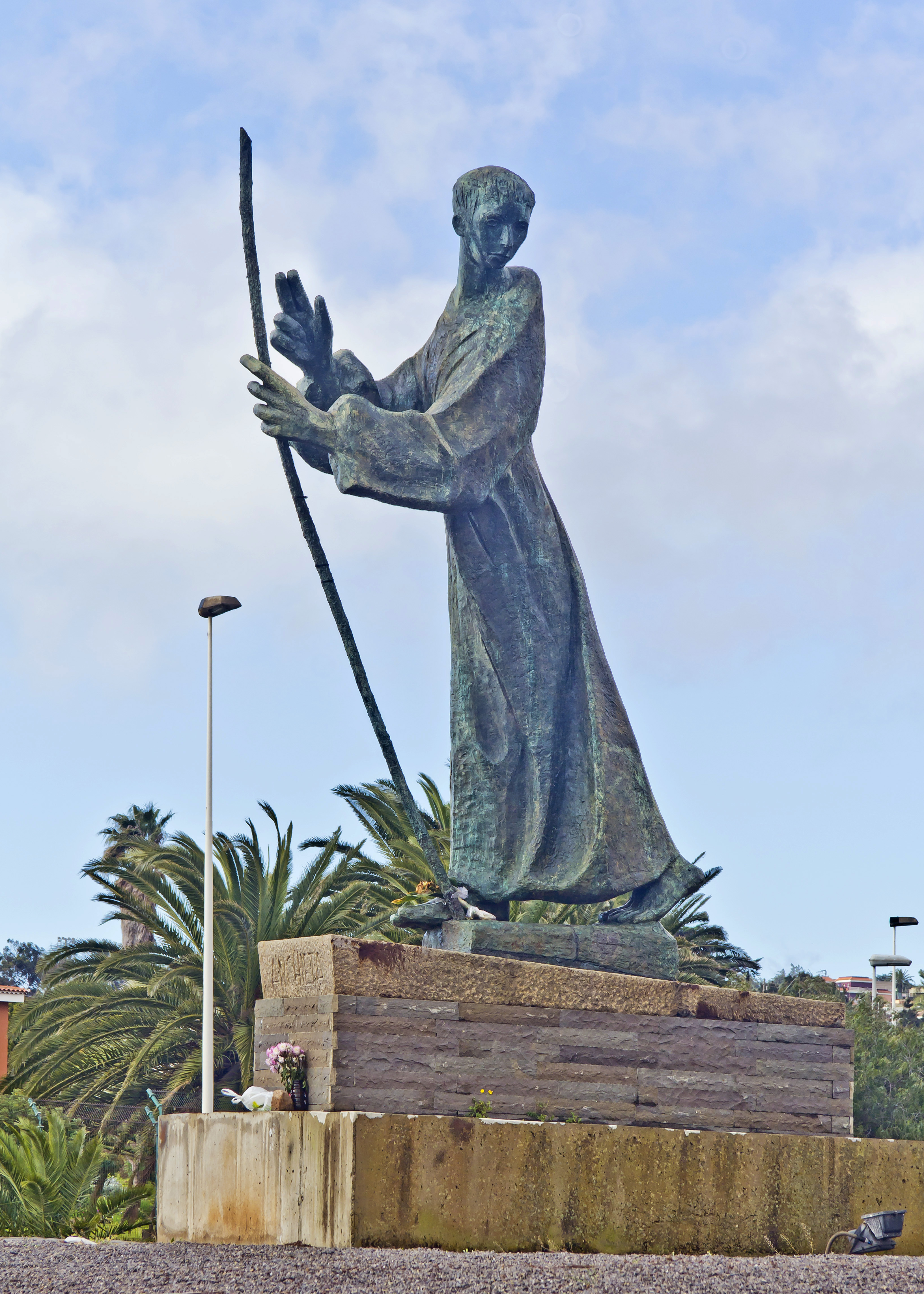
Monumento a José de Anchieta, nella città di San Cristóbal de La Laguna a Tenerife.

Benché il processo per la sua beatificazione fosse iniziato nella Capitaneria di Bahia già nel 1617, fu beatificato solo nel giugno del 1980 da papa Giovanni Paolo II, un ritardo dovuto anche alla persecuzione del marchese di Pombal nei confronti dei gesuiti.
Il 3 aprile 2014 papa Francesco l'ha dichiarato santo servendosi della canonizzazione equipollente. L'annuncio è stato fatto per primi a tre sacerdoti dalle Isole Canarie (patria di Anchieta), che partecipavano alla messa celebrata dal papa nella sua residenza di Santa Marta e che ne informarono il Vescovo di Tenerife, Bernardo Álvarez Afonso.
È il secondo santo nativo delle isole Canarie dopo Pedro de San José de Bethencourt. Anchieta è stato il primo spagnolo a essere canonizzato da papa Francesco.

## Il cammino di Anchieta
Anchieta era noto, nella sua epoca, come abarebebe che, nella lingua tupi, significa prete santo volante. La sua disposizione a camminare gli portava a percorrere, due volte al mese, il sentiero litoraneo fra Reritiba, e Vitória, con piccole fermate per sermoni e un po' di riposo nelle località di Guarapari, Setiba, Ponta da Fruta e Barra do Jucu.
Annualmente, questo tragitto di 105 chilometri, viene percorso a piedi da turisti e pellegrini, come accade con il Cammino di Santiago di Compostela, in Spagna.

## Patronati
José de Anchieta è il patrono e modello dei catechisti. Anchieta stato anche dichiarato da papa Benedetto XVI come uno dei tredici Intercessori della Giornata Mondiale della Gioventù 2013, tenutasi a Rio de Janeiro.
Nel mese di aprile 2015 è stato dichiarato dalla Conferenza nazionale dei vescovi del Brasile compatrono di questo paese, perché il Brasile ha come patrona Nostra Signora di Aparecida.

## Santuari in suo onore
I principali santuari dedicati a San José de Anchieta in Brasile e le Isole Canarie sono quelli che sono direttamente legati alla sua vita:
- Spagna (Isole Canarie): Nella città di San Cristóbal de La Laguna (luogo di nascita) principale santuario diocesano è la stessa Cattedrale de La Laguna. In questo tempio Anchieta fu battezzato nel 1534 e l'immagine che venera nella sua città natale.[10] Ogni 9 giugno in questa città un'offerta di fiori avviene prima della grande statua bronzea del Santo[11] e poi fatto una messa solenne nella cattedrale, presieduta dal vescovo di Tenerife e la successiva processione dell'immagine del santo per le strade per la casa nativo di Santo. In questo luogo viene eseguita anche un'offerta di fiori.[11]
- Brasile: Il Santuario Nazionale di San José de Anchieta si trova nella città di Reritiba (ora chiamata Anchieta), nello stato di Espírito Santo. Il Santuario ha un importante museo di arte sacra, ed è costruito nel luogo dove ha vissuto gli ultimi anni della sua vita e morì.[12] In questo luogo la festa nazionale dedicata al Santo con i pellegrinaggi di fedeli provenienti da tutto il Brasile ha celebrato. In seguito alla dichiarazione di Anchieta come compatrono Brasile nel 2015, il tempio è stato dichiarato Santuario Nazionale.[13]

## Scritti
- De gestis Mendi de Saa, poema eroico di 2947 esametri, in cui si esalta l'opera di civilizzazione del terzo governatore del Brasile. si costituisce nella prima opera di Anchieta pubblicata, essendo stata pubblicata anonimamente a Coimbra, nel 1563, dal tipografo regio João Álvares. Di questa edizione si conosce solamente uno unico esemplare, attualmente conservato nella Biblioteca Pubblica ed Archivio Distrettuale di Évora. È il primo poema epico delle Americhe, avendo come scenario le azioni accadute nel primo triennio del governo di Mem de Sá. In Brasile, si stacca una prima edizione fac-similare numerata, di 1.050 esemplari, presentata da Eduardo Portella, con introduzione di Paulo Roberto Pereira, edito dalla Fondazione Biblioteca Nazionale del Brasile, Dipartimento Nazionale del Libro, Rio de Janeiro, 1997.
- Arte de grammatica da lingoa mais usada na costa do Brasil, prima grammatica della lingua "tupi", pubblicata a Coimbra, da Antonio de Mariz, nel 1595. Presenta frontespizio coll'emblema della Compagnia di Gesù. Di quest'edizione si conoscono solamente sette esemplari, di cui due si trovano nella Fondazione Biblioteca Nazionale del Brasile: il primo appartenne all'imperatore D. Pedro II (1840-1889) e l'altro è oriundo della collezione di José Carlos Rodrigues. È la sua seconda opera pubblicata, ed è anche il secondo libro americano dedicato alla lingua dei nativi delle Americhe, dopo che, nel 1571, era apparsa, in Messico, l"Arte de la lengua mexicana y castellana" di fra' Alonso de Molina.
- "De B. Virgine Dei Matre Maria", 2893 distici. Durante quattro mesi fu ostaggio di pace fra "I peroig", antropofagi. Nel continuo pericolo di morte fece il voto di comporre un poema in onore della Madonna. Iniziò la composizione durante i giorni di prigionia, memorizzando i versi, a volte scritti sulla sabbia. Ora è considerata una delle grandi opere del Rinascimento. L'Anchieta è chiamato "O Canario do Brasil", espressione che indica la sua origine e la finezza poetica.